# Santuário de Jesus Nazareno de Atotonilco
O Santuário de Atotonilco, (também chamado Santuário de Jesus Nazareno), está situado na pequena localidade de Atotonilco (que significa lugar das águas quentes), a cerca de 17 km de San Miguel de Allende, estado de Guanajuato, México.

## História
Este santuário, com as suas sete capelas, faz parte de um complexo religioso erigido pelos jesuítas, com a finalidade de servir como casa de exercícios espirituais inacianos, com o apoio de vários mecenas saídos das famílias mais abastadas de San Miguel. Trata-se, sem dúvida, de um dos melhores exemplares do barroco na América Latina.
A primeira pedra da construção deste santuário foi colocada em 3 de Julho de 1740, mas a construção só se iniciou verdadeiramente em 1746. Em 1748 foram concluídos a capela principal e o altar dos apóstolos; a capela de Loreto foi concluída em 1754. Seguiram-se as capelas e altares de Belém, do Santo Sepulcro e de Ecce Homo. Finalmente, em 1766 foi concluída a capela do Rosário. 
Os retábulos em talha dourada são de grande qualidade. No entanto, a característica mais marcante deste santuário são as pinturas murais de Antonio Martínez Pocasangre, artista de San Miguel, que deram ao santuário o cognome de Capela Sistina do México.

## O santuário e a história do México
Aqui casou Ignacio Allende com María de la Luz Agustina y Fuentes e daqui levou Miguel Hidalgo o estandarte da Nossa Senhora de Guadalupe para servir como bandeira dos que lutavam contra o domínio espanhol durante a Guerra da Independência do México.

## O santuário na actualidade
O santuário continua ser um destino de peregrinação. O estado de conservação de grande parte das pinturas murais é mau, apesar dos restauros já efectuados em algumas partes. O santuário de Atotonilco, em conjunto com a cidade de San Miguel de Allende, foi incluído na lista de Património Mundial da UNESCO na 32ª Convenção de Património Mundial, após ter sido candidato não eleito na 31ª Convenção de Património Mundial.

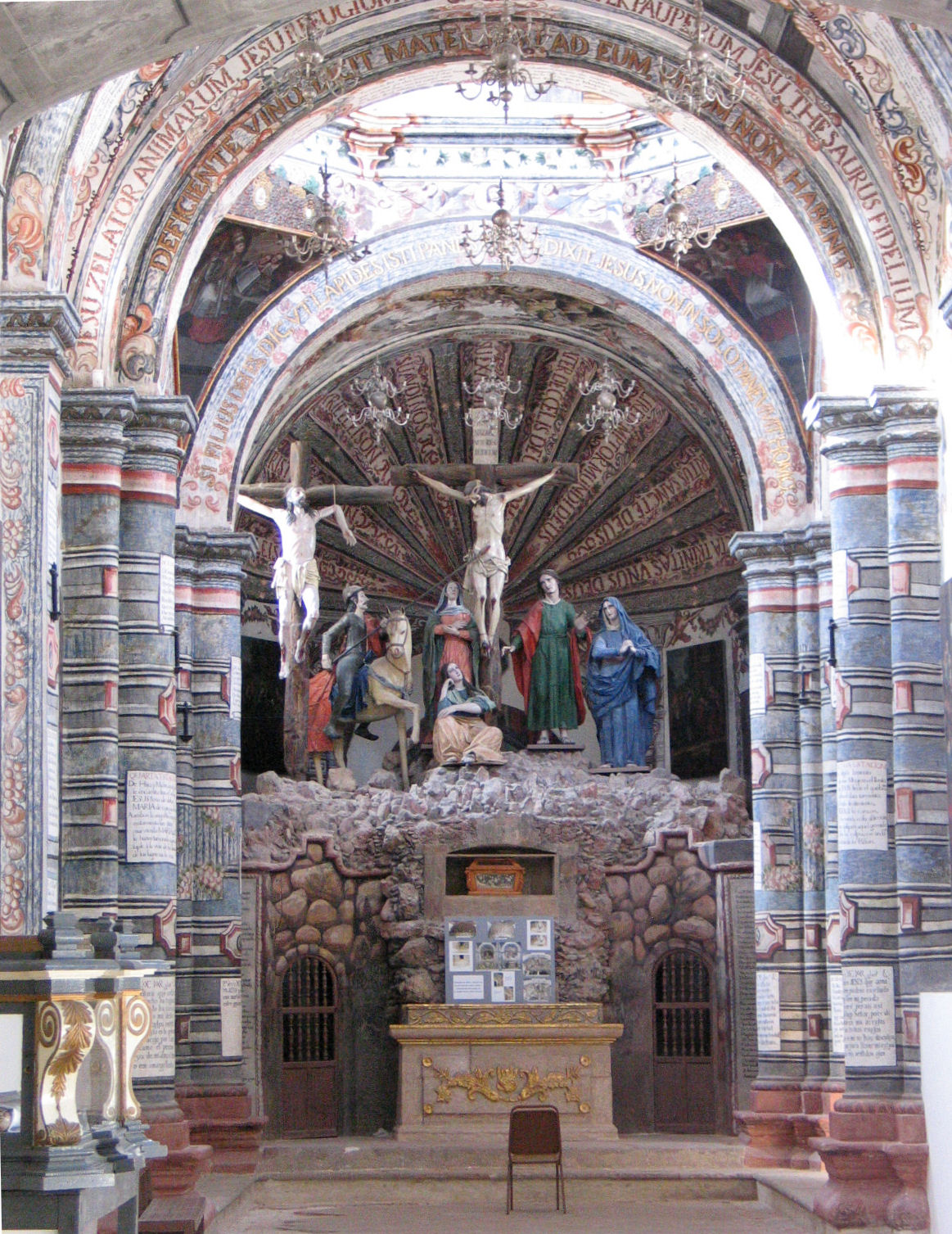
Capela do Santo Sepulcro
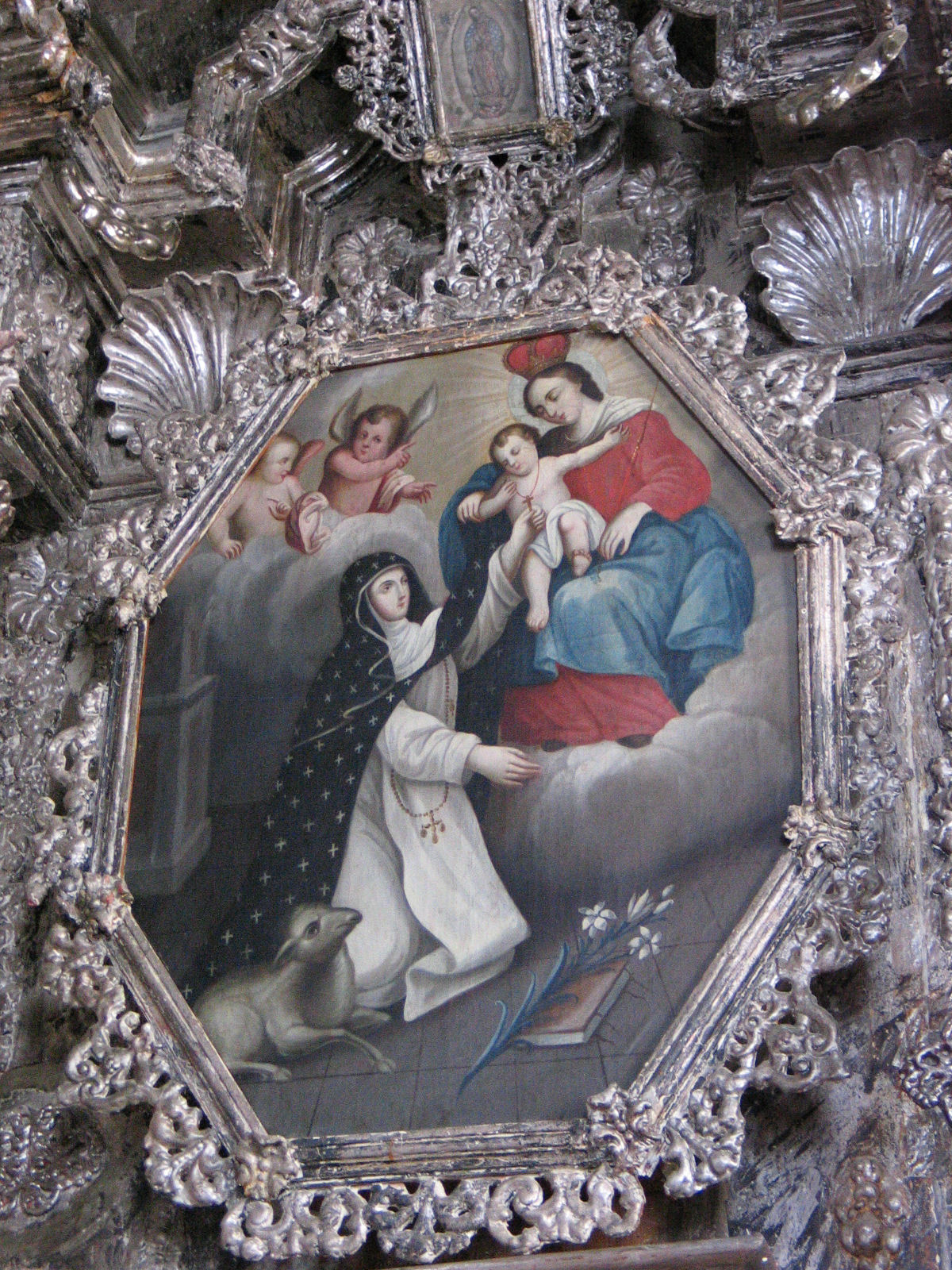
Detalhe de pintura decorativa
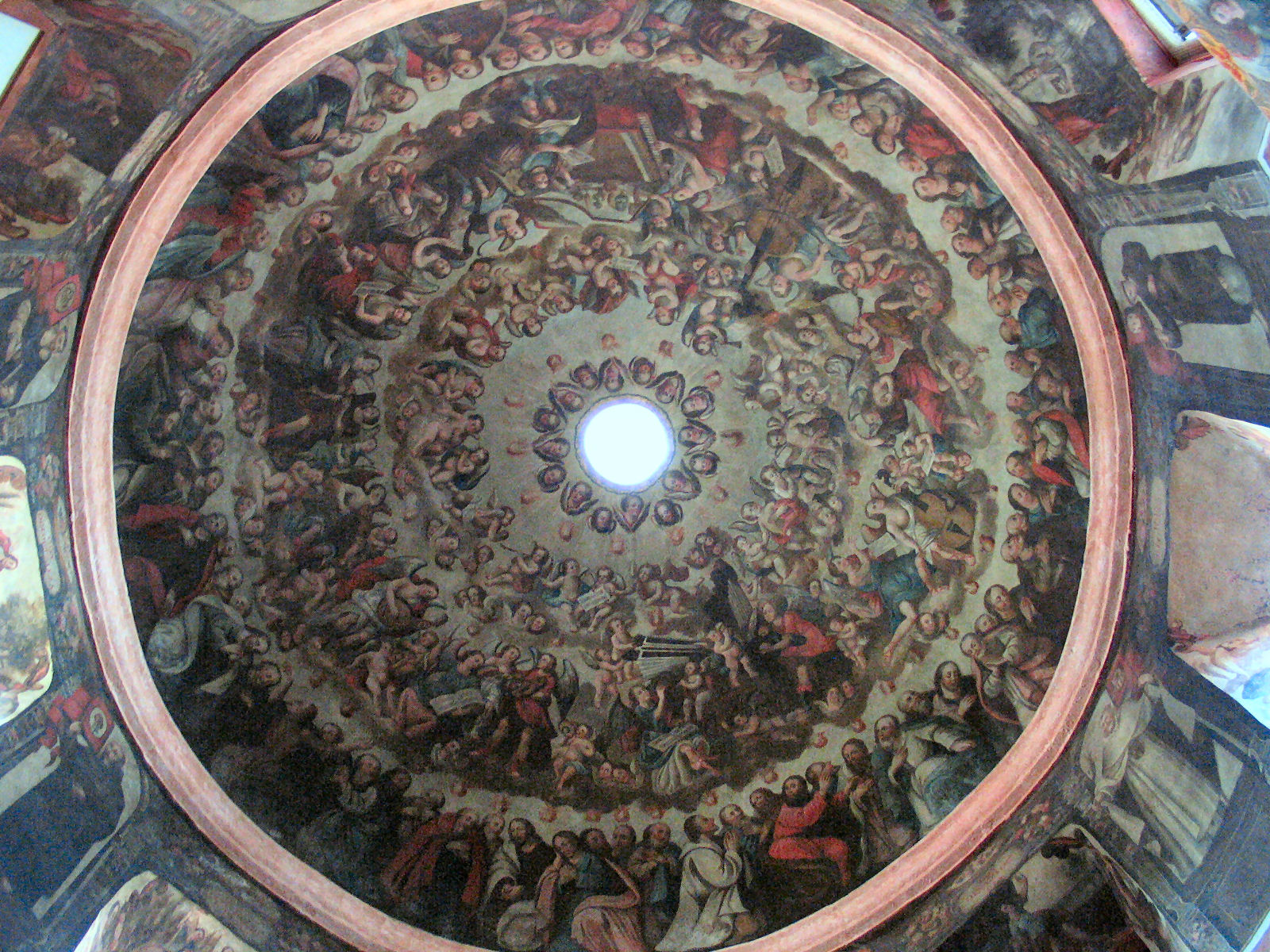
Cúpula interior
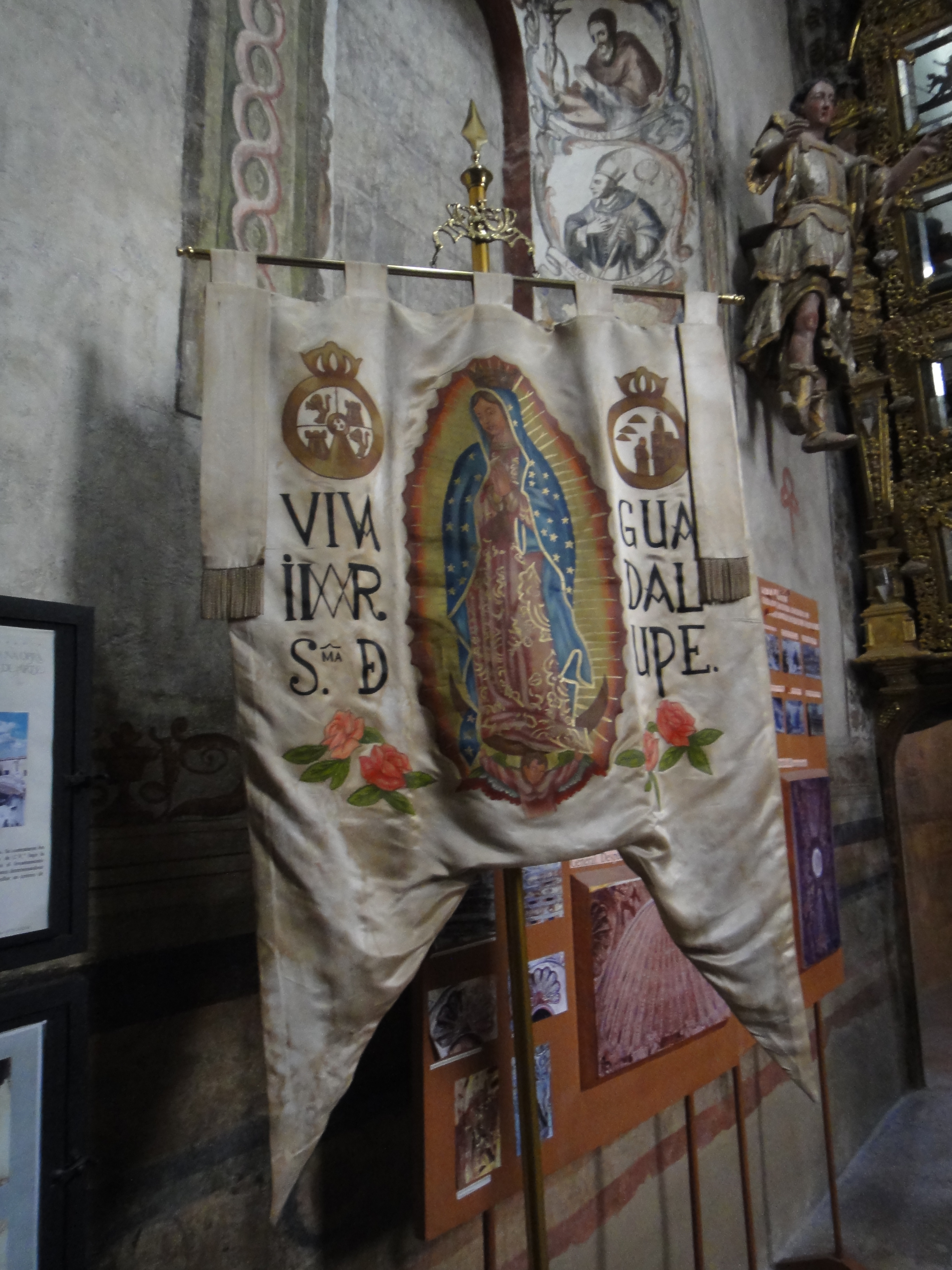
Detalhe de cúpula
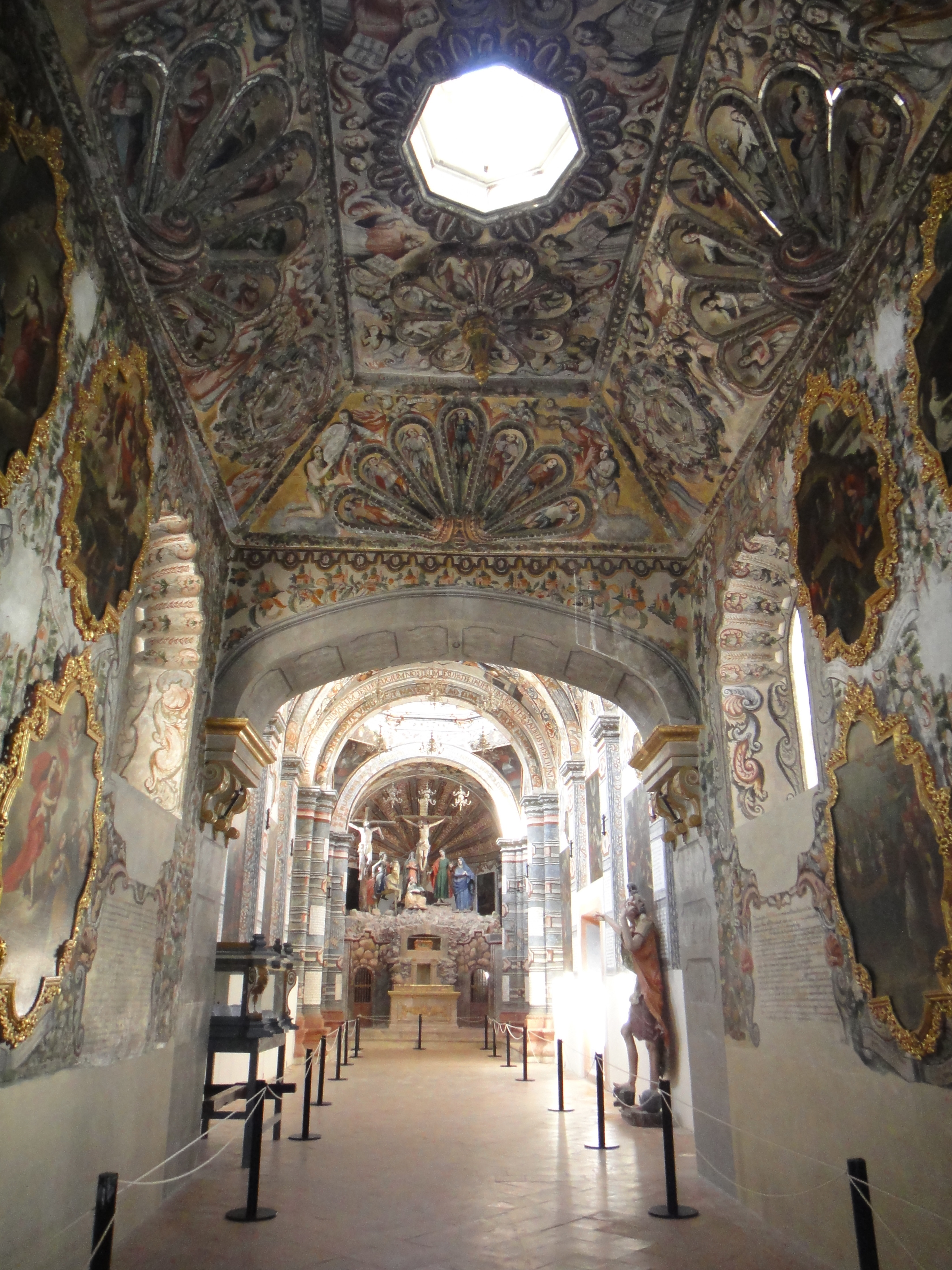
Detalhe de cúpula